# Clastobryella laxifolia
Clastobryella laxifolia là một loài Rêu trong họ Sematophyllaceae. Loài này được (Thér.) Broth. mô tả khoa học đầu tiên năm 1925.